# Elefthería i thánatos

Bandera de Grecia

Elefthería i thánatos (en griego Ελευθερία ή θάνατος, «Libertad o muerte») es el lema nacional de Grecia.
Comenzó a utilizarse durante la Guerra de independencia de Grecia, que estalló el 25 de marzo de 1821. Era el grito de guerra de los rebeldes griegos que combatían para liberarse del yugo al que estaban sometidos por el Imperio otomano desde la década de 1460, y fue adoptado después de la independencia. Aún está en uso hoy en día y la creencia popular dice que el uso de las nueve franjas en la bandera griega corresponde a las nueve sílabas del lema en griego. El lema simbolizó y aún simboliza la resolución del pueblo griego en contra de la opresión y la tiranía. 